# Originalismo

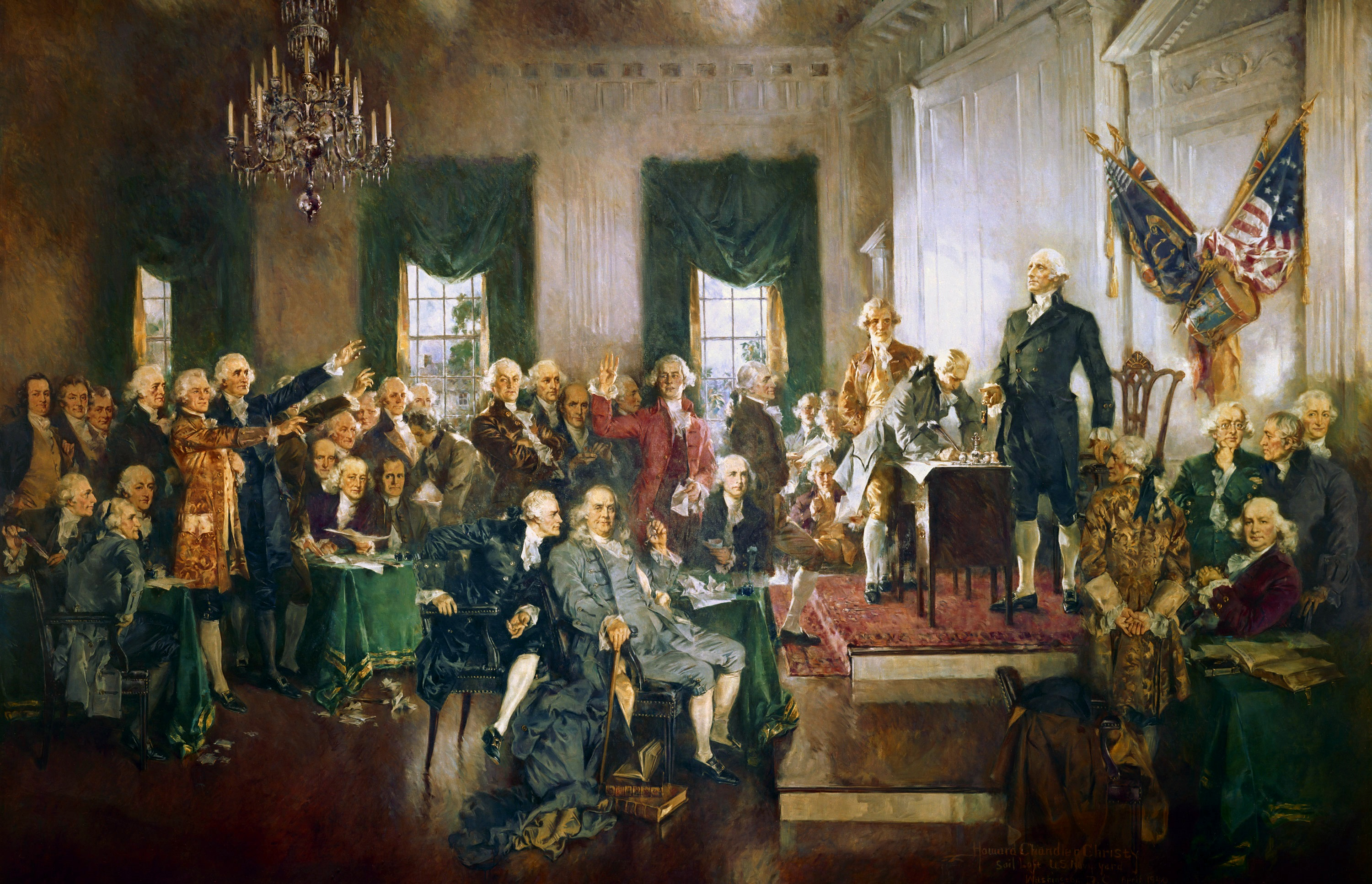
Escena de la firma de la Constitución de los Estados Unidos, por Howard Chandler Christy. Los originalistas afirman que el significado de la Constitución es estático.

En el contexto de la interpretación constitucional en los Estados Unidos, el originalismo es una familia de teorías doctrinarias que comparten un punto de partida, este punto es que la Constitución (o el estatuto) tiene un sentido fijo y conocido, el cual se establece al momento de la ratificación y entrada en vigencia del texto en cuestión. El "originalismo" es una teoría legal parecida al formalismo mezclado con el textualismo. En la actualidad esta teoría se está volviendo popular entre los políticos conservadores de EE. UU., siendo los más conocidos Antonin Scalia, Clarence Thomas y Robert Bork, pero también ha sido adoptada por políticos liberales como el juez Hugo Black y Akhil Amar.

## Introducción
El originalismo es una familia de teorías, siendo las principales:
- El propósito original ("original intent"). Es la teoría según la cual debe haber una coherencia de significado al interpretar entre lo que está escrito en la Constitución y lo que tenía en mente la intención del constituyente.

- La teoría del significado original, que está relacionada con el textualismo. Según esta teoría la interpretación de una constitución escrita debe basarse en el significado ordinario que el texto tenía en el momento en que fue adoptado; esto es, que se basan en lo que en ese momento hubiera sido entendido por un "hombre común", una persona razonable de la época en que se ratificó. Es esta teoría del originalismo la que tiene más adherentes, tales como los Jueces Asociados de la Corte Suprema Scalia y Thomas.

Lo que comparten dichas teorías comparten es la creencia en una autoridad que es contemporánea al momento de la ratificación del texto constitucional; su diferencia está en determinar cual es esa autoridad: la intención de los autores, el entendimiento de los autores o de quienes la ratificaron, o el significado ordinario del texto.
La principal y más conocida contrapartida al originalismo es la teoría de la constitución viviente ("Living Constitution"): según esta, la Constitución fue redactada en términos flexibles cuyo significado puede ser dinámico. Aunque ambas teorías son generalmente consideradas como teorías de interpretación constitucional competitivas entre sí. Un artículo reciente del profesor Jack Balkin, de la Facultad de Derecho de la Universidad de Yale, intenta demostrar que ambas teorías pueden ser compatibles.

## Origen del término
En el artículo Originalismo y la Enmienda Catorce, Brett Boyce describe el origen del término "originalista" como sigue:
«El término "originalismo" ha sido comúnmente usado a partir mediados la década de 1980 y fue aparentemente acuñado por Paul Brest en La búsqueda mal concebida del Entendimiento Original. Antes de ello, las discusiones usaban usualmente el término "interpretivismo" para referirse a las teorías que derivaban del significado del texto original por sí solo ("textualismo"), o de la intención de sus autores ("intencionalismo").
»Las actuales discusiones han estado rechazando los términos "interpretivismo", que usualmente se refiere al textualismo no originario, y al término "intencionalismo", el cual sugiere basarse en intenciones subjetivas más que en el significado objetivo.»

## Diferencias con el constitucionalismo estricto
Habitualmente el término "originalismo" es utilizado como un sinónimo de constitucionalismo estricto.

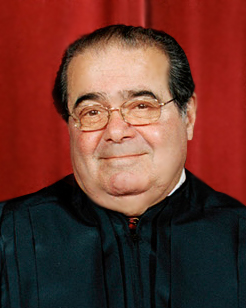
El juez de la Corte Suprema Antonin Scalia creía firmemente en el originalismo.

Ambas teorías se encuentran asociadas a las escuelas de pensamiento del textualismo y formalismo legal, pero existen profundas diferencias entre ellas. El juez Scalia diferencia ambas indicando que «él usa un bastón» significa «él camina con un bastón», y no lo que una estricta utilización de la palabra sugiere. Scalia ha afirmado que él no es "un estricto constitucionalista, y que nadie debiera serlo;" y llama al constitucionalismo estricto «una forma degradada de "textualismo" que falta el respeto a la filosofía constitucionalista del derecho»."
La teoría del originalismo es una teoría de interpretación, no una construcción. Como Scalia ha dicho, «la Constitución, o cualquier texto, debe ser interpretado de forma razonable, no estrictamente ni simplemente»: cuando el originalismo ha hecho entender a un juez el significado de la Constitución, entonces está atado por ese significado - pero la importancia de juzgar no es simplemente saber lo que el texto significa (interpretación), sino tomar las pautas generales necesarias del Derecho y aplicarlas a los casos y controversias específicas (construcción). En muchos casos, el significado puede ser tan específico que no es admisible ninguna discreción, pero en muchos casos, todavía queda en manos del juez el decidir cual es una interpretación razonable. Por lo tanto, un juez puede ser tanto un originalista y un constitucionalista estricto - pero una teoría no puede surgir ex officio de la otra.
Para poner las diferencias de una forma más explícita, ambas escuelas toman el significado ordinario del texto como su punto de partida, pero tienen diferentes acercamientos a ella, los que pueden ser ilustrados de forma más simple con un ejemplo. 
Imagine que la Constitución tiene una cláusula (lo cual es obviamente falso) que señala que una persona no puede ser "sometida a ser ahorcada, decapitada, o ejecutada por un escuadrón". Un Constitucionalista Estricto interpretaría la cláusula como que esos específicos castigos mencionados son inconstitucionales, pero que otras formas de pena capital no lo son. Para un miembro de esta escuela de pensamiento, el sentido específico y estricto del texto es el principio y el fin del problema. 
En cambio, para un Originalista el texto comienza con el problema, y dos Originalistas pueden llegar a distintos resultados, no solo respecto de la interpretación del constitucionalismo estricto, sino entre ellos mismos. "Los Originalistas pueden llegar a distintos resultados en un mismo caso"; un originalista puede mirar el contexto en el que la cláusula fue escrita, y puede descubrir que la lista de penas escritas en la cláusula eran las únicas formas de pena capital que se utilizaban en ese tiempo, y las únicas formas de pena capital utilizadas al momento de la ratificación del texto. Por ello, un originalista puede concluir que la pena capital en en general — incluyendo los métodos inventados después de la ratificación, como la silla eléctrica — no son constitucionales. Otro originalista puede ver el texto y darse cuenta de que los autores crearon la lista. Podría asumir que el Congreso pretendía que esta fuera una lista exhaustiva de penas capitales objetables. Ya que de otra forma habrían prohibido la pena capital como un todo, en lugar de crear esta lista. Él llegaría a la conclusión de que otras formas de ejecución son constitucionales.

## Formas de originalismo
El Originalismo es en realidad una familia de pensamientos. 

### Intención original
La "forma original del originalismo" era conocida como intencionalismo, o "intención original", según el cual se aplicaban las leyes basándose en la intención subjetiva de sus autores. Por ejemplo, los autores de la Constitución de los Estados Unidos sería un grupo de  "Padres Fundadores" que la redactaron. La metodología intencionalista implica el estudiar los escritos de los autores, o los registros de la Convención de Filadelfia, para buscar pistas de su intención.
Hay dos tipos de "análisis de intención", dando dos significados diferentes a la palabra "intención". El primero, una regla constructista del derecho anglosajón durante la Era Fundacional (Founding Era), es la intención funcional. El segundo es la intención motivacional. Para entender la diferencia puede utilizarse la siguiente metáfora: un arquitecto construye una iglesia gótica utilizando grandes ventanales. La intención funcional de estos ventanales es dar a la Iglesia mayor belleza. La intención motivacional podría ser del generar trabajo para su cuñado quien tiene una empresa de ventanas. Usando este tipo de análisis de la intención original del primer tipo, podríamos decir que el lenguaje del Artículo III de la Constitución de los Estados Unidos era delegar al Congreso las jurisdicciones de apelación, y no el remover jurisdicción, envolviendo una cuestión constitucional, de todas las cortes. Eso sugeriría que la decisión del caso Ex Parte McCardle fue errónea.

#### Problemas de la intención original
Sin embargo, hay numerosos problemas inherentes al intencionalismo, y a fortiori cuando aquella teoría es aplicada a la Constitución: muchos de los "Fundadores" no dejaron por escrito discusiones o comentarios respecto a cual era su intención en 1787, y, si bien algunos lo hicieron, no hay una razón suficiente para creer que el resto pensaba igual que ellos. La teoría fue desacreditada tras un artículo en la revista Law Review que atacaba a Robert Bork y al proceso intencionalista, antes de que Bork no fuera ratificado por el Senado para ser Juez de la Corte Suprema. Específicamente, la intención original parecía no tener respuesta para tres importantes preguntas:: si es que un grupo tan diverso como los autores de la constitución tenían una sola intención en común; si es que lo hicieron, podría esta ser determinada una vez transcurridos dos siglos; y si es que los autores hubieran apoyado tal teoría.
En respuesta a esta crítica, una diferente teoría de originalismo fue articulada, entre otros por Antonin Scalia, Robert Bork y Randy Barnett. La teoría originalista llamada significación original.

### Significado original
El juez asociado Oliver Wendell Holmes argumentaba que interpretar una ley no era "meterse dentro de su mente" porque el asunto "no era lo que tal hombre quería decir, sino lo que las palabras de ese hombre significaran para una persona normal de habla inglesa, usadas en las circunstancias en que ellas fueron utilizadas." Este es el precepto esencial del Originalismo en la actualidad.
El "significado original" es la teoría originalista más aceptada, la cual enfatiza cómo habría sido el texto en cuestión entendido por un hombre medio (persona razonable) en el periodo histórico en el que aquel texto fue propuesto, ratificado y entró en vigencia. Por ejemplo, el economista Thomas Sowell explica que frases tales como «debido proceso» y «libertad de prensa» tenían un significado establecido en el Derecho Británico incluso antes de que se introdujeran tales frases a la Constitución de los Estados Unidos. Al aplicar esta fórmula habría que estudiar los diccionarios y otros escritos de la época (por ejemplo, el libro de Blackstone, Commentaries on the Laws of England; ver Matters rendered moot by originalism, infra) para establecer que términos particulares son aludidos. Ver Methodolody, infra).

### Originalismo Semántico
"Originalismo-semántico" es el término utilizado por Ronald Dworkin para la teoría según la cual el significado original de muchos estatutos implica que esos estatutos prohíben ciertos actos considerados ampliamente como no prohibidos por los mismos estatutos en su momento en que fueron redactados. Por ejemplo, mientras que Scalia y otros originalistas afirman que la pena capital no es un castigo cruel e inusual porque en el momento en que se redactó la Octava Enmienda dicho castigo no era considerado cruel o inusual, Dworkin y los originalistas-semánticos afirman que si se producen avances en la filosofía moral (presumiendo que estos avances son posibles) que revelen que la pena capital es, de hecho, cruel e inusual, entonces el sentido original de la Octava Enmienda implica que la pena capital es inconstitucional. Aquellos que niegan el originalismo-semántico usualmente lo hacen o invocando el positivismo legal o argumentando que, si la teoría originalista-semántica se adoptara en la jurisprudencia, se volvería difícil de determinar exactamente lo que la ley quiere decir, y por ello, harían que el "pandect de facto" se volviera ex post facto.

### Lo queno esel Originalismo

#### El Originalismo no es "la teoría de la intención original"
La Intención Original es solamente una teoría dentro de la familia de teorías del Originalismo. Muchas de las críticas que están dirigidas a la teoría de la intención original no son aplicables a otras teorías originarias.

#### Originalismo no es conservadurismo
No se puede decir que el originalismo rechaza los cambios, o que el originalismo necesariamente se opone al uso la "evolución de los estándares de decencia" al determinar lo que la Constitución debiera decir; en su lugar, el originalismo rechaza el concepto según el cual las cortes deben considerar lo que la Constitución debiera decir, pero en su lugar fallan solamente en lo que la Constitución dice. El Originalismo argumenta que el problema de determinar lo que la Constitución y las leyes debieran decir queda dentro de las atribuciones del Congreso, ya que los cambios en la Constitución deben provenir de la legislación, de tal forma que los cambios en la Constitución deben provenir del proceso de reformas constitucionales establecidas en su Artículo V. Algunas veces estos resultados favorecen a los conservadores (por ejemplo, ver la opinión de Scalia en el caso Roper o Romer,), y, algunas veces no los favorecen (ver, por ejemplo, la opinión de Scalia en BMW v. Gore o Hamdi v. Rumsfeld.